# Mohammad Eliraqui

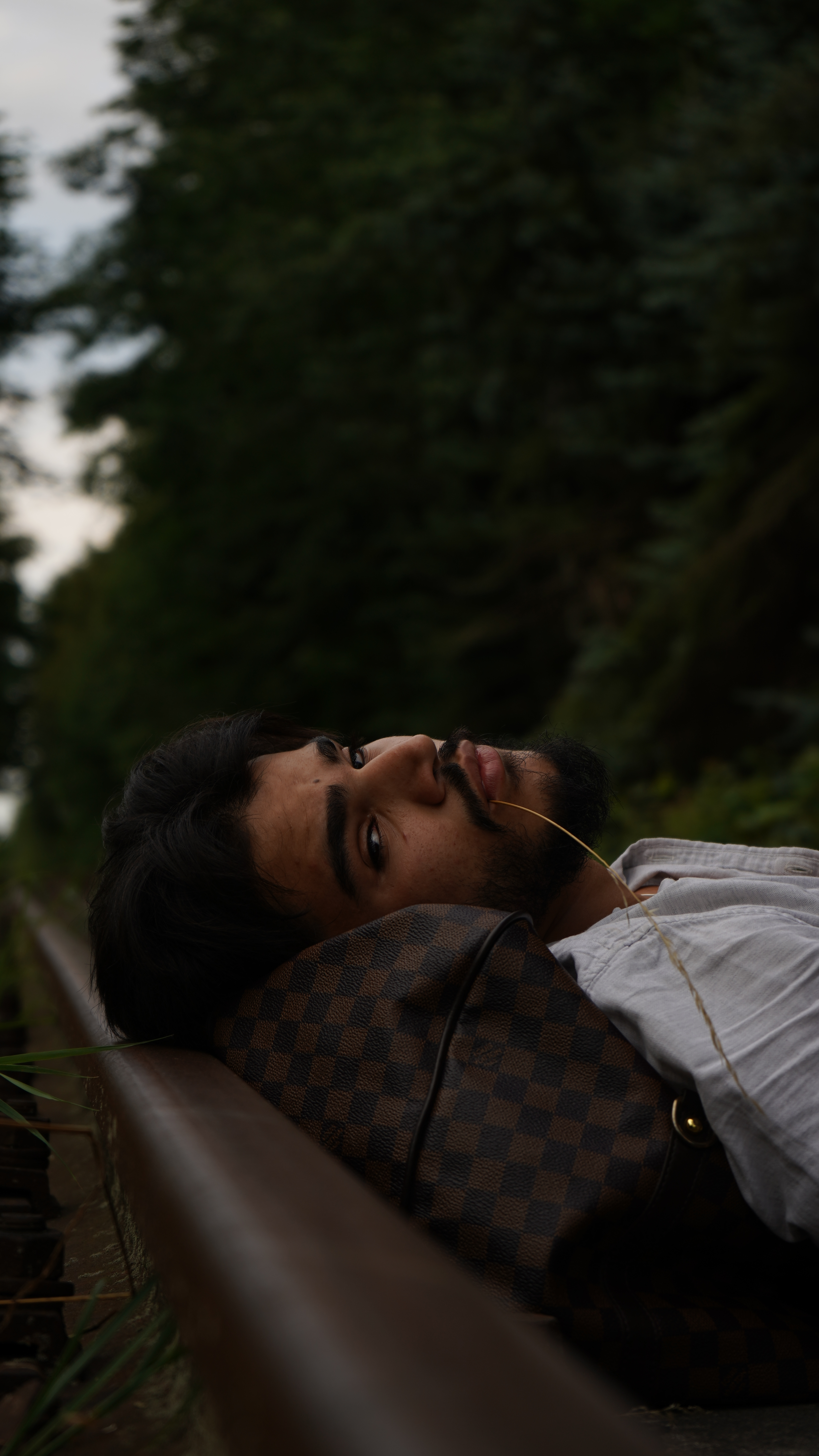
Mohammad Eliraqui (2020)

Mohammad Eliraqui (arabisch محمد اليراقي, DMG Muhamad Alyaraqi; * 16. Oktober 1998 in Saida, Libanon) ist ein deutscher Schauspieler.

## Leben
Eliraqui wurde im Libanon geboren und wuchs dort bis zu seinem neunten Lebensjahr auf. 2007 floh die Familie nach Deutschland. Neben Deutsch spricht er Arabisch als Muttersprache und spricht Englisch fließend. Er lebt in Berlin.
Er lernt seit 2016 Schauspiel am Actlab in Berlin. 2019 wirkte er im Bühnenstück Kindheit stirbt zuletzt im Heimathafen Neukölln mit. 2021 übernahm er mit der Rolle des Husseyn eine der Hauptrollen im Filmdrama Ein nasser Hund. Der Film erschien am 9. September 2021 bundesweit in den Kinos. Für seine dortigen Leistungen wurde er im selben Jahr für den Deutschen Schauspielpreis in der Kategorie Nachwuchs nominiert.

## Filmografie (Auswahl)
- 2021: Ein nasser Hund
- 2021: Xoftex
- 2022: Genau wie Früher
- 2023: Alles Gelogen
- 2023: Der Polizei Seelsorger
- 2024: Die Raben und das tote Mädchen
- 2024: Nukki

## Theater (Auswahl)
- 2019: Kindheit stirbt zuletzt, Heimathafen Neukölln

## Auszeichnungen
- 2021: Nominierung für den Deutschen Schauspielpreis in der Kategorie Nachwuchs